# Lockheed XFV
Il Lockheed XFV (a volte chiamato anche Salmon in onore del pilota collaudatore Herman "Fish" Salmon) era un caccia turboelica VTOL in configurazione posacoda realizzato dall'azienda statunitense Lockheed Corporation negli anni cinquanta e rimasto allo stadio di prototipo.
Sviluppato su una specifica emessa dalla United States Navy per la fornitura di un velivolo adatto alla protezione di convogli, non superò mai la prima fase di prove per le difficoltà generali in fase di manovra di decollo ed atterraggio giudicate irrisolvibili.

## Storia
L'interesse in campo militare di un velivolo in grado di decollare ed atterrare verticalmente era presente già durante la seconda guerra mondiale; alcuni studi, rimasti solamente a livello progettuale, effettuati dai progettisti tedeschi come gli Heinkel Lerche e Wespe furono ripresi alla fine del conflitto come soluzione alla necessità di dotare di velivoli intercettori unità navali che non potevano essere modificate con un ponte di volo.
In quest'ambito venne emessa una specifica per la fornitura di un velivolo adatto a questo scopo accolta da due aziende aeronautiche statunitensi, la Convair e la Lockheed, che iniziarono a sviluppare dei modelli identificati anche come "posacoda", il Convair XFY ed il Lockheed XFV.
Anche la Bell Aircraft decise di sviluppare, su iniziativa privata, un modello che avesse queste caratteristiche, il Bell X-14 del 1954, ma seguendo un approccio più convenzionale.

### Sviluppo

#### Test e valutazione
Il prototipo, al quale venne assegnata la designazione XFV-1, venne portato in volo per la prima volta il 23 dicembre 1953 ai comandi del pilota collaudatore Herman Salmon. In seguito il velivolo compì un totale di 32 voli, dimostrando la capacità di poter cambiare assetto da volo orizzontale a volo verticale. Tuttavia non vennero mai effettuati decolli verticali: l'XFV-1 venne dotato di carrello fisso così che potesse decollare solo in modo orizzontale.
Sottoposto alla valutazione della commissione tecnica della US Navy, questa giudicò le prestazioni insufficienti e di difficile soluzione, e il progetto venne cancellato nel giugno del 1955.

## Descrizione tecnica
L'XFV era un velivolo, a causa della particolare posizione assunta a riposo, dall'aspetto apparentemente anticonvenzionale e che ne determinava l'appartenenza alla categoria "posacoda" sviluppata nei primi anni cinquanta. Fondamentalmente era tuttavia un semplice monoplano ad ala media convenzionale sprovvisto del convenzionale carrello d'atterraggio.
Questo era sostituito dalla particolare forma dell'impennaggio, cruciforme e costituito da elementi aerodinamici di uguale forma e superficie, ciascuno dotato di un ruotino d'appoggio, anche se in realtà gran parte delle prove vennero effettuate applicando un carrello provvisorio per evitare possibili incidenti che avrebbero potuto distruggere il prototipo.
Le superfici alari terminavano in una forma di V (formava così una ×) che si estendeva sopra e sotto la fusoliera. Gli impiegati alla Lockheed gli avevano affidato il nomignolo di "pogo" (lo stesso del rivale Convair XFY).
La propulsione era affidata ad un motore Allison YT40-A-6, un turboelica in grado di fornire una potenza pari a 5 850 shp (4 362 kW), posizionato all'apice anteriore della fusoliera e collegato ad un'elica controrotante a due elementi tripala del diametro di 4,88 m (16 ft).